# Hemeroblemma contacta
Hemeroblemma contacta är en fjärilsart som beskrevs av Walker 1858. Hemeroblemma contacta ingår i släktet Hemeroblemma och familjen nattflyn. Inga underarter finns listade i Catalogue of Life.